# Microsoft Knowledge Base
La Microsoft Knowledge Base è una raccolta di problemi conosciuti correlati a prodotti Microsoft. Il sito è gestito direttamente dalla Microsoft ed è disponibile in più lingue anche se la sezione più completa è sicuramente quella in lingua inglese.
Lo scopo del sito è la raccolta e soluzione di tutti i problemi o particolarità dei prodotti Microsoft allo scopo di facilitare gli amministratori e ai programmatori che utilizzano i prodotti della società. Il sito è rivolto ad un utente mediamente esperto o a un programmatore data la natura tecnica degli argomenti trattati.